# روزاريو كروتشيتا
روزاريو كروتشيتا (بالإيطالية: Rosario Crocetta)‏ (ولد في 8 فبراير 1951) هو سياسي إيطالي. يعتبر أول رئيس بلدية مثلي الجنس علنا في ايطاليا عندما أصبح رئيس بلدية غيلا في عام 2003 حتى عام 2009. وهو شخصية بارزة في الكفاح ضد المافيا، في عام 2009 تم انتخابه عضوا في البرلمان الأوروبي. أصبح رئيس صقلية بعد الانتخابات الجهوية الصقلية لعام 2012، ما جعله ثاني رئيس إقليم مثلي الجنس علنا في إيطاليا بعد نيكي فيندولا.

## النشأة
ولد كروتشيتا في جيلا، صقلية، في عام 1951. شقيقه الأكبر هو السيناتور السابق في الحزب الشيوعي الإيطالي سلفاتوري كروتشيتا. بعد حصوله على شهادته، عمل في شركة إني (بالإيطالية: ENI)‏ في جيلا.
ويقول بانه يتحدث أربع لغات: الإيطالية والعربية والإنجليزية والفرنسية، ومعروف بأنه يتحدث وينشر في وسائل التواصل الاجتماعي باللغة الصقلية.

## العمل السياسي
بدأ كروتشيتا مسيرته السياسية في الثمانينات من القرن الماضي داخل الحزب الشيوعي الإيطالي (الذي تم حله في عام 1991)، وانضم لاحقاً إلى حزب إعادة التأسيس الشيوعي. في عام 1998، تم تعيينه مستشارًا للثقافة في مجلس مدينة جيلا مع اتحاد الخضر، وشارك في مشاريع ثقافية مشتركة بين دول البحر المتوسط. في عام 2000، انضم إلى حزب الشيوعيين الإيطاليين. في 2001-2002 عمل كمستشار للتعليم العام في جيلا.
في مايو 2002، تنافس في الانتخابات البلدية على رئاسة جيلا كمرشح ائتلاف يسار الوسط. في البداية، أُعلن انتخاب المرشح اليميني جيوفاني سكاليوني، بفارق ضئيل يبلغ 197 صوتًا. ولكن في عام 2003، أثبتت المحكمة الإدارية في صقلية أن عمليات الاحتيال الانتخابي وقعت في الانتخابات البلدية وأعلنت كروتشيتا فيما بعد كعمدة. وكشفت عمليات التنصت على الهاتف أن أحد المافيا المحليين أمر ضابط عائد «بتحريك السماء والأرض من أجل تجنب فوز شاذ شيوعي». ومنذ ذلك الحين، أصبح كروتشيتا للكثيرين رمزا لمحاربة المافيا والجريمة المنظمة في صقلية كونه أول رئيس بلدية مثلي الجنس علنا في إيطاليا. في عام 2007، أعيد انتخابه رئيسا لبلدية غيلا مع فوزه ب64.4% من الاصوات.
في عام 2008، انضم إلى الحزب الديموقراطي. في الانتخابات الأوروبية عام 2009 تم انتخابه كعضو في البرلمان الأوروبي لدائرة الجزر الإيطالية 150,091 صوتًا. في عام 2012، ترشح كروتشيتا كمرشح رئيس إقليم صقلية ضد سيباستيانو «نيلو» موسوميسي من حزب رئيس الوزراء الإيطالي حينها سيلفيو برلسكوني «شعب الحرية» وضد ثمانية مرشحين حزبيين آخرين. قام كروتشيتا بالسباق الانتخابي في صقلية على تذكرة بدأت الثورة بالفعل (بالإيطالية: La Rivoluzione è Già Iniziata)‏ وحصل على 30.5% من الأصوات، ليصبح أول حاكم يساري في صقلية منذ عام 1947.
كان كرونتشيتا عضوًا في اللجنة الأوروبية للأقاليم بين عامي 2013 و2017.
في 19 يوليو 2017، أعلن روزاريو كروتشيتا عن ترشحه للرئاسة في الانتخابات الإقليمية الصقلية التي جرت في نوفمبر، مع قائمة ميغافون - كروتشيتا، بدون دعم من الحزب الديمقراطي. بعد قرار الحزب الديمقراطي ترشيح رئيس جامعة باليرمو فابريزيو ميتشاري، في 3 سبتمبر 2017 انسحب كروتشيتا من السباق، وقام بدعم ميتشاري.

## مكافحته للمافيا ومحاولات اغتياله
طوال مسيرته السياسية، كان كروتشيتا مؤيدا صريحا لمكافحة الجريمة المنظمة في صقلية. وبالتالي، فقد كان هدفا لعدة هجمات المافيا.
في عام 2003، تم إحباط مخطط لقتل كروتشيتا خلال عيد الحبل بلا دنس الذي تحتفل به الكنيسية الكاثوليكية من أجل مريم العذراء خططت له المافيا من بينهم قاتل من أصل ليتواني من قبل قوات كارابينييري المحلية. بعد تلك المحاولة، تم وضع كروتشيتا تحت الحماية.
في عام 2008، أعلن المدعي العام لمقاطعة كالتانيسيتا عن خطة فاشلة لاغتياله كروتشيتا. ونتيجة لذلك، تم وضع كروتشيتا على الفور تحت الإجراءات الأمنية المشددة.
في عام 2010، تم إحباط مؤامرة اغتيال جديدة ضد كروتشيتا، وتم اعتقال خمسة أشخاص تابعين للمافيا المحلية.

## الحياة الخاصة
روزاريو كروتشيتا مثلي الجنس علنا. يعتبر أول رئيس بلدية مثلي الجنس علنا في ايطاليا عندما أصبح رئيس بلدية غيلا في عام 2003 حتى عام 2009. أصبح رئيس صقلية بعد الانتخابات الجهوية الصقلية لعام 2012، ما جعله ثاني رئيس إقليم مثلي الجنس علنا في إيطاليا بعد نيكي فيندولا.